# Leon Edwards
Leon Edwards (Kingston, Jamaica; 25 de agosto de 1991) es un artista marcial mixto británico-jamaicano que actualmente compite en la categoría de peso wélter de Ultimate Fighting Championship (UFC), donde ha sido Campeón Mundial de Peso Wélter de UFC. Siendo profesional desde 2011, anteriormente compitió en BAMMA donde fue el Campeón de Peso Wélter de BAMMA. Desde el 25 de marzo de 2025 está en la posición número #3 del ranking peso wélter de UFC.

## Primeros años
Edwards nació en Kingston, Jamaica, y vivió con sus padres y su hermano en una casa de una habitación. Al crecer, se rodeó de criminalidad, y su padre se involucró en lo que él describe como «actividades cuestionables». Edwards se mudó al área de Aston de Birmingham, Inglaterra a los nueve años de edad. Su padre fue asesinado a tiros en un club nocturno en Londres cuando Edwards tenía trece. Se involucró en actividades criminales como tráfico de drogas y peleas callejeras en su círculo social, pero fue capaz de salir de ese estilo de vida a los 17, cuando su madre lo llevó a un club de MMA .

## Carrera de artes marciales mixtas

### Carrera temprana
Edwards comenzó su carrera 2010, haciendo su debut como en Bushido Challenge 2 - A New Dawn. Edwards enfrentó a Carl Booth, ganando por armbar en el segundo asalto.

### Fight UK MMA
Edwards firmó un contrato con Fight UK MMA. Debutó en la promoción contra Damian Zlotnicki, ganando por TKO en el primer asalto. Tuvo dos peleas más en la promoción, ganando contra Pawel Zwiefka y perdiendo contra Delroy McDowell por descalificación por una rodillazo ilegal.

### Post-Fight UK MMA
Edwards obtuvo un récord de 2–1 en Fight UK MMA. Luego enfrentó a Craig White en Strength and Honor 14, ganando por decisión. Edwards luego compitió en BAMMA, donde un tuvo récord de 5–0. Durante su tiempo en BAMMA, ganó el campeonato de peso wélter contra Wayne Murrie y lo defendió contra Shaun Taylor en lo que fue su última pelea con BAMMA antes de firmar con UFC.

### Ultimate Fighting Championship

#### 2014
Edwards hizo su debut en la promoción contra Cláudio Silva el 8 de noviembre de 2014 en UFC Fight Night 56. Perdió la pelea por decisión dividida.

#### 2015
Edwards enfrentó al veterano Seth Baczynski el 11 de abril de 2015 en UFC Fight Night 64. Edwards noqueó a Seth Baczynski en 8 segundos con una mano izquierda después de una patada.
Edwards enfrentó a Kamaru Usman el 19 de diciembre de 2015 en UFC on Fox 17. Perdió la pelea por decisión unánime.

#### 2016
Edwards enfrentó a Dominic Waters el 8 de mayo de 2016 en UFC Fight Night 87. Ganó la pelea por decisión unánime.
Edwards enfrentó a Albert Tumenov el 8 de octubre de 2016 en UFC 204. Ganó la pelea por sumisión en el tercer asalto.

#### 2017
Edwards enfrentó a Vicente Luque el 18 de marzo de 2017 en UFC Fight Night 107. Ganó la pelea por decisión unánime.
Edwards enfrentó a Bryan Barberena el 2 de septiembre de 2017, en UFC Fight Night 115. Ganó la pelea por decisión unánime.

#### 2018
Edwards enfrentó a Peter Sobotta el 17 de marzo de 2018 en UFC Fight Night 127. Ganó la pelea por TKO a los 4:59 minutos del tercer asalto.
Edwards enfrentó a Donald Cerrone el 23 de junio de 2018 en UFC Fight Night 132. Ganó la pelea por decisión unánime.

#### 2019
Edwards enfrentó a Gunnar Nelson el 16 de marzo de 2019 en el UFC Fight Night 147. Ganó la pelea por decisión dividida.
Edwards enfrentó al ex-Campeón Mundial de Peso Ligero de UFC Rafael dos Anjos el 20 de julio de 2019 en la estelar de UFC on ESPN 4. Ganó la pelea por decisión unánime.

#### 2020
Como la primera pelea de su nuevo contrato de múltiples peleas, Edwards estaba programado para enfrentar a Tyron Woodley el 21 de marzo de 2020, en UFC Fight Night: Woodley vs. Edwards. Sin embargo, las restricciones relacionadas con el COVID-19 forzaron a Edwards a retirarse dado que el evento fue trasladado de Londres a Estados Unidos, para que luego el evento fuera finalmente cancelado.
Luego de una inactividad de 425 días desde su pelea con Dos Anjos, UFC removió a Edwards de los rankings de UFC debido a su inactividad el 22 de octubre de 2020. Sin embargo, un día después, se anunció que Edwards había sido programado para enfrentar al prospecto invicto Khamzat Chimaev en el evento estelar de UFC Fight Night 183 el 19 de diciembre de 2020. Esto provocó que Edwards volviera a la posición #3 del ranking de peso wélter de UFC. El 29 de noviembre, se anunció que Chimaev había dado positivo por COVID-19, lo que implicaba que hubiera posibilidades de que pelea se cancelara. El 1 de diciembre, Edwards oficialmente dio positivo por COVID-19 y presuntamente perdió cinco kilos por la severidad de su caso, siendo la pelea pospuesta. El 22 de diciembre, se anunció que la pelea había sido reprogramada para el 20 de enero de 2021, en UFC Fight Night 185. Sin embargo, Chimaev se retiró de la pelea el 29 de diciembre de 2020 debido a sufrir efectos continuos del COVID-19. Como resultado, la pelea fue temporalmente cancelada. El 13 de enero, la pelea fue programada por tercera vez, y se esperaba que encabazara el UFC Fight Night 187 el 13 de marzo de 2021. Sin embargo, el 11 de febrero, el presidente de UFC Dana White anunció que la pelea fue cancelada una vez más debido a que Chimaev seguía sufriendo de los efectos del COVID-19. El 18 de febrero, se anunció que Belal Muhammad sería el oponente de reemplazo para Edwards. Durante el comienzo del segundo asalto, Edwards accidentalmente realizó un piquete al ojo de Muhammad dejandólo incapaz de continuar. La pelea fue declarada como sin resultado, cortando su racha de 8 victorias consecutivas.
Edwards estaba programado para enfrentar a Nate Diaz el 15 de mayo de 2021, en UFC 262, marcando la primera vez que un pelea no-estelar y no-titular era programada para cinco asaltos en la historia de UFC. Sin embargo, la pelea fue trasladada a UFC 263 debido a una lesión menor de Diaz. Edwards ganó la pelea por decisión unánime.
Edwards estaba programado para enfrentar a Jorge Masvidal el 11 de diciembre de 2021, en UFC 269. Sin embargo, Masvidal se retiró por una lesión y la pelea fue cancelada.

#### 2022: Campeonato Mundial de Peso Wélter de UFC
Edwards tuvo una revancha con Kamaru Usman el 20 de agosto de 2022 en UFC 278 por el Campeonato Mundial de Peso Wélter de UFC. Edwards ganó la pelea y el título por nocaut en el quinto asalto. La victoria lo hizo merecedor de su segundo premio de Actuación de la Noche.

#### 2023
Edwards hizo la primera defensa de su título contra Kamaru Usman en una trilogía por el Campeonato Mundial de Peso Wélter de UFC el 18 de marzo de 2023, en UFC 286. Ganó la pelea por decisión mayoritaria.
Edwards hizo la segunda defensa de su título contra Colby Covington el 16 de diciembre de 2023, en UFC 296. Ganó la pelea por decisión unánime.

#### 2024
Edwards hizo tercera defensa de su título contra Belal Muhammad en una revancha el 27 de julio de 2024, en el evento principal de UFC 304. Perdió la pelea y el título por decisión unánime.

## Vida personal
Edwards empezó a entrenar artes marciales mixtas cuando tenía 17. Su apodo, Rocky, le fue dado por sus amigos en la escuela. Su hermano, Fabian, también es un peleador de artes marciales mixtas y actualmente compite en Bellator MMA.

## Campeonatos y logros
- Ultimate Fighting Championship
  - Campeonato Mundial de Peso Wélter de UFC (Una vez)
    - Dos defensas titulares exitosas

  - Primer campeón jamaicano en la historia de UFC
  - Actuación de la Noche (Dos veces) vs. Seth Baczynski y Kamaru Usman[51][52]
    - Nocaut del Año 2022 - UFC.com & Honors vs. Kamaru Usman 2[53][54]
    - Comeback del Año 2022 - UFC Honors vs. Kamaru Usman 2[53]
    - Sorpresa del Año 2022 vs. Kamaru Usman 2[55]

  - Sexta finalización más rápida en la historia de UFC vs. Seth Baczynski (8 segundos)
  - Segunda racha invicta más larga en la historia de la división peso wélter de UFC (13) (detrás de Kamaru Usman)
  - Empatado (con Kamaru Usman) por la cuarta mayor cantidad de victorias por decisión en la historia de la división de peso wélter de UFC (10)[56]
  - Empatado (con Ian Garry) por la tercera racha de victorias más larga en la historia de la división de peso wélter de UFC (8)
  - Nocaut y finalización más tardía en la historia de la división de peso wélter de UFC (0:01 quedando vs. Peter Sobotta)[57]

- BAMMA
  - Campeonato de Peso Wélter de BAMMA (Una vez)

- MMAjunkie.com
  - Nocaut del mes de agosto de 2022 vs. Kamaru Usman[58]
- ESPN
  - Nocaut del Año 2022 vs. Kamaru Usman[59]
- Cageside Press
  - Comback del Año 2022 vs. Kamaru Usman[60]
  - Nocaut del Año 2022 vs. Kamaru Usman[61]

- Violent Money TV
  - Nocaut de MMA del Año 2022 vs. Kamaru Usman en UFC 278[62]
  - Peleador del Año 2023[63]
- World MMA Awards
  - Peleador del Año 2023[64]
  - Peleador Internacional del Año 2023[64]
  - Nocaut del Año 2023 vs. Kamaru Usman en UFC 278[64]
  - Comback del Año 2023 vs. Kamaru Usman en UFC 278[64]

## Récord en artes marciales mixtas
| Récord profesional | Récord profesional | Récord profesional |
| 27 peleas          | 22 victorias       | 5 derrotas         |
| ------------------ | ------------------ | ------------------ |
| Nocaut             | 7                  | 0                  |
| Sumisión           | 3                  | 1                  |
| Decisión           | 12                 | 3                  |
| Descalificación    | 0                  | 1                  |
| Sin resultado      | 1                  | 1                  |

| Resultado     | Récord   | Oponente         | Método                        | Evento                                  | Fecha                    | Ronda | Tiempo | Localización       | Notas |
| ------------- | -------- | ---------------- | ----------------------------- | --------------------------------------- | ------------------------ | ----- | ------ | ------------------ | --- |
| Derrota       | 22–5 (1) | Sean Brady       | Sumisión (guillotine choke)   | UFC Fight Night: Edwards vs. Brady      | 22 de marzo de 2025      | 4     | 1:39   | Londres            | |
| Derrota       | 22–4 (1) | Belal Muhammad   | Decisión (unánime)            | UFC 304                                 | 27 de julio de 2024      | 5     | 5:00   | Mánchester         | Perdió el Campeonato de Peso Wélter de UFC.                                                                                   |
| Victoria      | 22–3 (1) | Colby Covington  | Decisión (unánime)            | UFC 296                                 | 16 de diciembre de 2023  | 5     | 5:00   | Las Vegas, Nevada  | Defendió el Campeonato de Peso Wélter de UFC.                                                                                 |
| Victoria      | 21–3 (1) | Kamaru Usman     | Decisión (mayoritaria)        | UFC 286                                 | 18 de marzo de 2023      | 5     | 5:00   | Londres            | Defendió el Campeonato de Peso Wélter de UFC. A Edwards se le descontó un punto en el tercer asalto por agarrarse de la reja. |
| Victoria      | 20–3 (1) | Kamaru Usman     | KO (patada a la cabeza)       | UFC 278                                 | 20 de agosto de 2022     | 5     | 4:02   | Salt Lake City     | Ganó el Campeonato de Peso Wélter de UFC. Actuación de la Noche. KO del Año 2022.                                             |
| Victoria      | 19–3 (1) | Nate Diaz        | Decisión (unánime)            | UFC 263                                 | 12 de junio de 2021      | 5     | 5:00   | Glendale, Arizona  | |
| Sin Resultado | 18–3 (1) | Belal Muhammad   | Sin Resultado                 | UFC Fight Night: Edwards vs. Muhammad   | 13 de marzo de 2021      | 2     | 0:18   | Las Vegas, Nevada  | Un piquete en el ojo accidental hizo que Muhammad no pudiera continuar.                                                       |
| Victoria      | 18–3     | Rafael dos Anjos | Decisión (unánime)            | UFC on ESPN: dos Anjos vs. Edwards      | 20 de julio de 2019      | 5     | 5:00   | San Antonio, Texas | |
| Victoria      | 17–3     | Gunnar Nelson    | Decisión (dividida)           | UFC Fight Night: Till vs. Masvidal      | 16 de marzo de 2019      | 3     | 5:00   | Londres            | |
| Victoria      | 16–3     | Donald Cerrone   | Decisión (unánime)            | UFC Fight Night: Cowboy vs. Edwards     | 23 de junio de 2018      | 5     | 5:00   | Kallang            | |
| Victoria      | 15–3     | Peter Sobotta    | TKO (golpes)                  | UFC Fight Night: Werdum vs. Volkov      | 17 de marzo de 2018      | 3     | 4:59   | Londres            | |
| Victoria      | 14–3     | Bryan Barberena  | Decisión (unánime)            | UFC Fight Night: Volkov vs. Struve      | 2 de septiembre de 2017  | 3     | 5:00   | Róterdam           | |
| Victoria      | 13–3     | Vicente Luque    | Decisión (unánime)            | UFC Fight Night: Manuwa vs. Anderson    | 18 de marzo de 2017      | 3     | 5:00   | Londres            | |
| Victoria      | 12–3     | Albert Tumenov   | Sumisión (rear-naked choke)   | UFC 204                                 | 8 de octubre de 2016     | 3     | 3:01   | Mánchester         | |
| Victoria      | 11–3     | Dominic Waters   | Decisión (unánime)            | UFC Fight Night: Overeem vs. Arlovski   | 8 de mayo de 2016        | 3     | 5:00   | Róterdam           | |
| Derrota       | 10–3     | Kamaru Usman     | Decisión (unánime)            | UFC on Fox: dos Anjos vs. Cerrone 2     | 19 de diciembre de 2015  | 3     | 5:00   | Orlando, Florida   | |
| Victoria      | 10–2     | Pawel Pawlak     | Decisión (unánime)            | UFC Fight Night: Bisping vs. Leites     | 18 de julio de 2015      | 3     | 5:00   | Glasgow            | |
| Victoria      | 9–2      | Seth Baczynski   | KO (golpes)                   | UFC Fight Night: Gonzaga vs. Cro Cop 2  | 11 de abril de 2015      | 1     | 0:08   | Cracovia           | Actuación de la Noche. |
| Derrota       | 8–2      | Cláudio Silva    | Decisión (dividida)           | UFC Fight Night: Shogun vs. Saint Preux | 8 de noviembre de 2014   | 3     | 5:00   | Uberlândia         | |
| Victoria      | 8–1      | Shaun Taylor     | KO (golpe)                    | BAMMA 16: Daley vs. da Rocha            | 13 de septiembre de 2014 | 3     | 3:30   | Mánchester         | Defendió el Campeonato de Peso Wélter de BAMMA.                                                                               |
| Victoria      | 7–1      | Wayne Murrie     | Sumisión (rear-naked choke)   | BAMMA 15: Thompson vs. Selmani          | 5 de mayo de 2014        | 3     | 3:13   | Hackney Wick       | Gana el campeonato de peso wélter de BAMMA.                                                                                   |
| Victoria      | 6–1      | Wendle Lewis     | KO (golpes)                   | BAMMA 14: Daley vs. da Silva            | 14 de diciembre de 2013  | 1     | 1:20   | Birmingham         | |
| Victoria      | 5–1      | Adam Boussif     | Sumisión (arm-triangle choke) | BAMMA 13: Nunes vs. Jones               | 13 de septiembre de 2013 | 1     | 2:10   | Birmingham         | |
| Victoria      | 4–1      | Johnny Bilton    | TKO (rodillazos)              | BAMMA 11: Marshman vs. Foupa-Pokam      | 1 de diciembre de 2012   | 2     | 1:11   | Birmingham         | |
| Victoria      | 3–1      | Craig White      | Decisión Técnica              | SAH 14: Strength And Honour 14          | 3 de noviembre de 2012   | 2     | 5:00   | Exeter             | |
| Derrota       | 2–1      | Delroy McDowell  | DQ (rodillazo ilegal)         | Fight UK MMA: Fight UK 6                | 25 de febrero de 2012    | 3     | 2:40   | Leicester          | |
| Victoria      | 2–0      | Pawel Zwiefka    | Decisión (unánime)            | Fight UK MMA: Fight UK 5                | 19 de noviembre de 2011  | 3     | 5:00   | Leicester          | |
| Victoria      | 1–0      | Damian Zlotnicki | TKO (golpes)                  | Fight UK MMA: Fight UK 4                | 5 de junio de 2011       | 1     | 2:15   | Leicester          | |

## Pelea en pay-per-view
| N.º | Evento  | Pelea                  | Fecha                   | Recinto        | Ciudad                            | Compras de PPV |
| --- | ------- | ---------------------- | ----------------------- | -------------- | --------------------------------- | -------------- |
| 1.  | UFC 278 | Usman vs. Edwards 2    | 20 de agosto de 2022    | Vivint Arena   | Salt Lake City, Estados Unidos    | 360.000        |
| 2.  | UFC 286 | Edwards vs. Usman 3    | 18 de marzo de 2023     | The O2 Arena   | Londres, Inglaterra, Reino Unido  | No Revelado    |
| 3.  | UFC 296 | Edwards vs. Covington  | 16 de diciembre de 2023 | T-Mobile Arena | Las Vegas, Nevada, Estados Unidos | Not Revelado   |
| 4.  | UFC 304 | Edwards vs. Muhammad 2 | 27 de julio de 2024     | Co-op Live     | Mánchester, Reino Unido           | No Revelado    |